# エドソン・リバス
エドソン・アルマンド・リバス・ビエルマ（Edson Armando Rivas Vielma, 2001年10月23日 - ）は、ベネズエラ・メリダ州メリダ出身のサッカー選手。リーガFUTVE・エストゥディアンテス・デ・メリダ所属。ポジションはMF。

## クラブ経歴
2018年にエストゥディアンテス・デ・メリダのトップチームに昇格。同年3月19日のトルヒジャーノスFC戦で、16歳デビュープロデビュー。プロデビュー戦から先発で起用され、5月31日のサモラFC戦では、プロ5戦目で初ゴールを記録。同年シーズンはリーグ戦10試合に出場。翌2019年シーズンは25試合2ゴールを記録。2020年シーズンは短期シーズンながらリーグ戦19試合に出場し、10代ながら主力選手に定着した。

## 人物
- 長兄のクリスティアン・リバスと次兄のロナルド・リバスもサッカー選手で、三兄弟揃ってエストゥディアンテス・デ・メリダでプレーしている。